# Saint-Éloy-la-Glacière
Saint-Éloy-la-Glacière é uma comuna francesa na região administrativa de Auvérnia-Ródano-Alpes, no departamento Puy-de-Dôme. Estende-se por uma área de 13,5 km². Em 2010 a comuna tinha 60 habitantes (densidade: 4,4 hab./km²).